# Čopove nagrade
Čopove nagrade podeljuje Zveza bibliotekarskih društev Slovenije (ZBDS) za dosežke na področju knjižničarstva. Poimenovane so po slovenskem knjižničarju in učenjaku Matiju Čopu. 
Delijo se na diplome (za življenjsko delo), priznanja (za enkratne dosežke) in plakete (za podpornike ZBDS). Dobitnike predlagajo bibliotekarska društva, njihovi posamezni člani ali knjižnice. Plakete se podeljujejo od leta 2015.

## Čopova diploma
Podeljujejo jo od leta 1967. Je posebno strokovno in društveno priznanje za izjemne uspehe na bibliotekarskem področju, ki so širšega kulturnega oziroma družbenega pomena in prispevajo k napredku bibliotekarske teorije in prakse, ter za prizadevno delo v okviru bibliotekarskih društev ali njihove zveze. Podeljuje se posameznikom, knjižnicam, društvom ali drugim združenjem. Diplomo lahko posameznik prejme le enkrat, skupinske tudi večkrat.
Kandidati morajo izpolnjevati vsaj enega od naslednjih pogojev: 
- aktivno delovanje v bibliotekarskih strokovnih organizacijah (na posvetovanjih, v komisijah, sekcijah ...),
- uspešno strokovno delo (publiciranje strokovnih člankov, predavanja, izobraževanje pripravnikov in sodelavcev, uvajanje strokovnih novosti v delo ...),
- uspešno organizacijsko delo (ustanavljanje novih knjižnic ali delovnih enot, vodenje, razvoj in afirmacija knjižnice in knjižnične mreže, povezovanje v  državnem in mednarodnem merilu ...).

## Čopovo priznanje
Podeljujejo ga od leta 1998 za uspešno temeljno strokovno delo na področju knjižničarstva, ki ga je opravil posameznik, in je opazno prispevalo k ugledu in razvoju posamezne knjižnice ali stroke v celoti. Priznanje lahko posameznik prejme večkrat.
Kandidati morajo izpolnjevati vsaj enega od naslednjih pogojev: 
- uspešno večletno temeljno strokovno delo na delovnem področju ali v okviru celotne knjižnice, če gre za manjše knjižnice (vzorno delo z uporabniki ali z gradivom, natančno strokovno delo pri obdelavi gradiva in informiranju o njem, stalno strokovno izpopolnjevanje in uvajanje novosti v delovni proces ...),
- dobro sodelovanje s sodelavci, širšim socialnim in družbenim okoljem (pomoč mlajšim sodelavcem, vključevanje knjižnice v okolje z informacijskimi in kulturnimi akcijami, skrb za posebne potrebe uporabnikov ...).

## Prejemniki Čopovih diplom in priznanj
- seznam prejemnikov Čopove diplome
- seznam prejemnikov Čopovega priznanja

## Prejemniki Čopovih plaket

### 2015
- Društvo bibliotekarjev Maribor
- HERVIS šport in moda d.o.o.

### 2016
- Martin Žnideršič
- EBSCO Information Services

### 2017
- Društvo bibliotekarjev Gorenjske
- Narodna in univerzitetna knjižnica